# Pomnik Chwały Wojennej w Tyraspolu
Pomnik Chwały Wojennej – kompleks memorialny w centrum Tyraspola.

## Historia i opis
Na miejscu dzisiejszego pomnika pierwotnie znajdował się skwer. Pochowano na nim W. Christoforowa, komisarza brygady kawalerii, dowodzonej przez Grigorija Kotowskiego, a w 1921 roku także 22 obrońców Tyraspola, walczących w wojnie domowej w Rosji po stronie czerwonych, którzy polegli w starciu z białymi o miasto.
Decyzja o przekształceniu skweru z nagrobkami w kompleks upamiętniający także żołnierzy radzieckich, poległych w rejonie Tyraspola w 1944 roku, zapadła na początku lat 70. Autorami projektu zespołu memorialnego byli Leonid Fiszbejn (rzeźbiarz) oraz Garri Fajfiermacher (architekt, malarz, rzeźbiarz). Uroczyste otwarcie kompleksu pomnikowego miało miejsce 23 lutego 1972 roku. W tym też dniu na terenie pomnika dokonano powtórnego pochówku radzieckich żołnierzy i oficerów, którzy w zdecydowanej większości zginęli podczas operacji jasko-kiszyniowskiej. Na terenie kompleksu złożono szczątki czterech poległych w 1944 roku Bohaterów Związku Radzieckiego: Mykoły Kaduna, Michaiła Kotłowca, Michaiła Linnika, Aleksieja Szutowa.
Podstawową częścią pomnika były marmurowe płyty, na których wypisano 1252 nazwiska poległych żołnierzy. Następnie w ich sąsiedztwie ustawiono czołg T-34 przewieziony do Tyraspola z Węgier.
W 1992 roku Pomnik Chwały Wojennej został poszerzony o pomnik walczących i poległych po stronie naddniestrzańskiej podczas konfliktu o Naddniestrze w latach 1990–1992. Upamiętnia ich figura matki w żałobie oraz tablice z 804 nazwiskami poległych. Trzy lata później do zespołu dobudowano także pomnik poległych w Afganistanie.
W listopadzie 2011 roku w zespole pomnikowym wzniesiono kaplicę św. Jerzego Zwycięzcy. Dwa lata później rozważano renowację kompleksu, z której ostatecznie zrezygnowano.

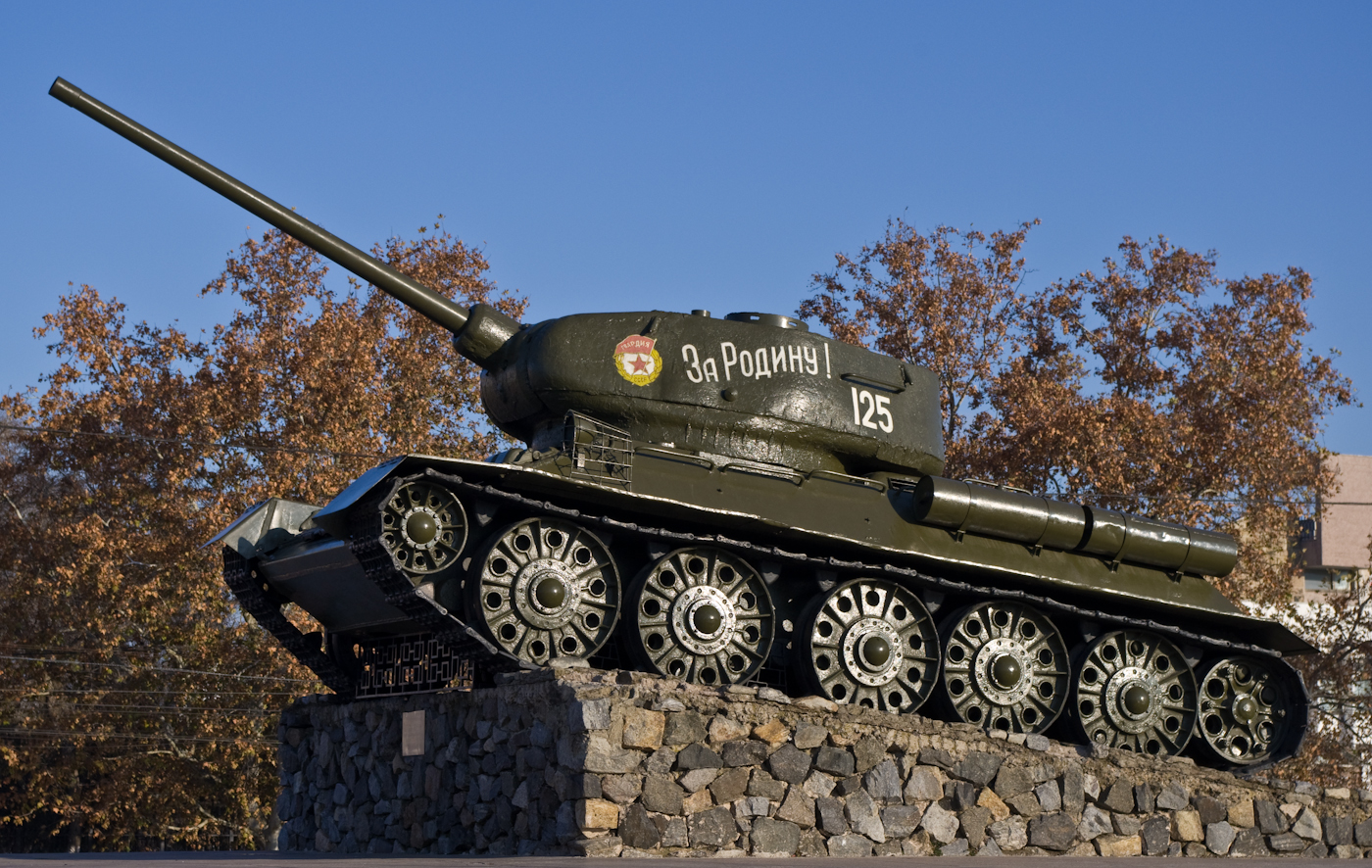
Czołg T-34
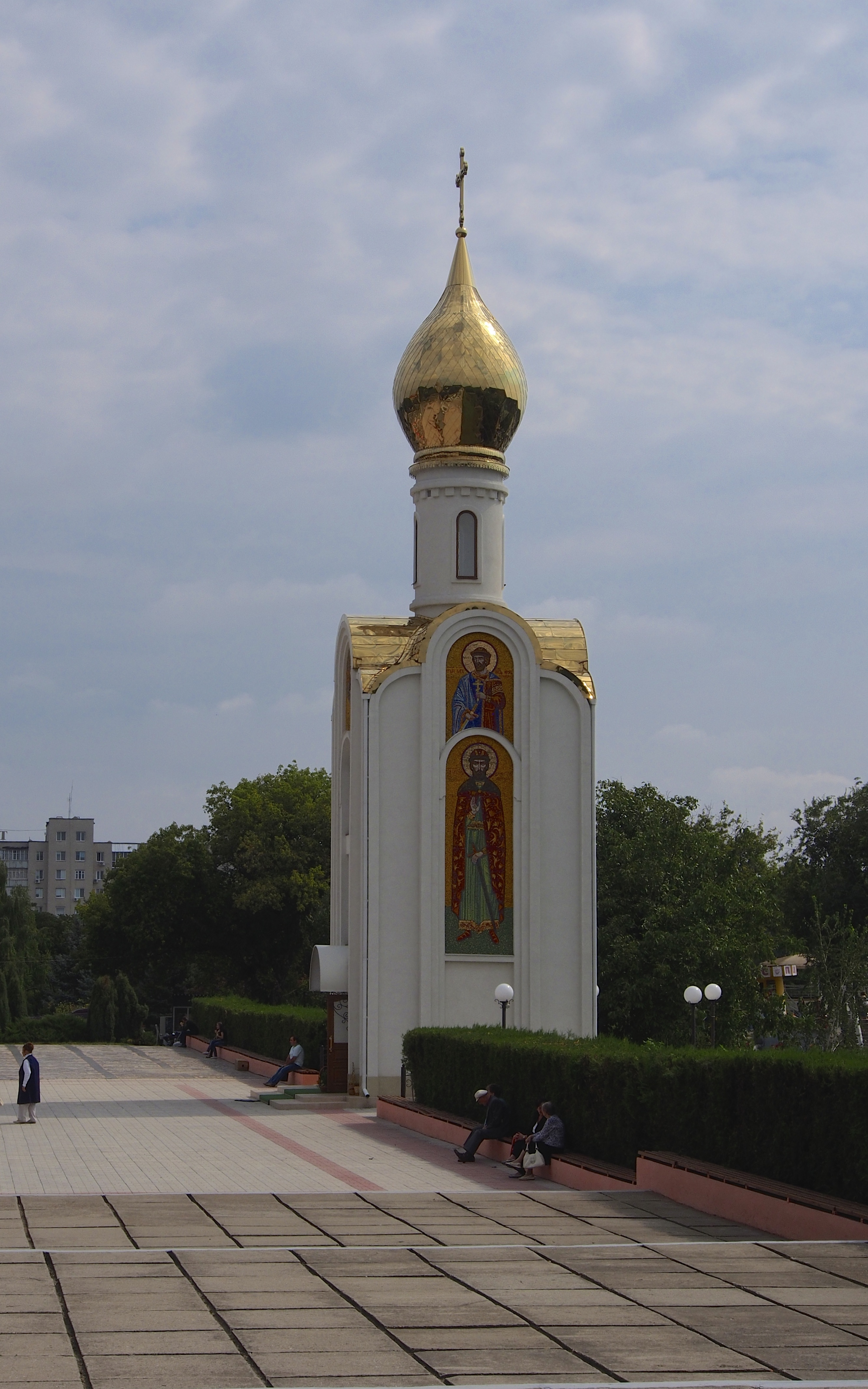
Kaplica św. Jerzego
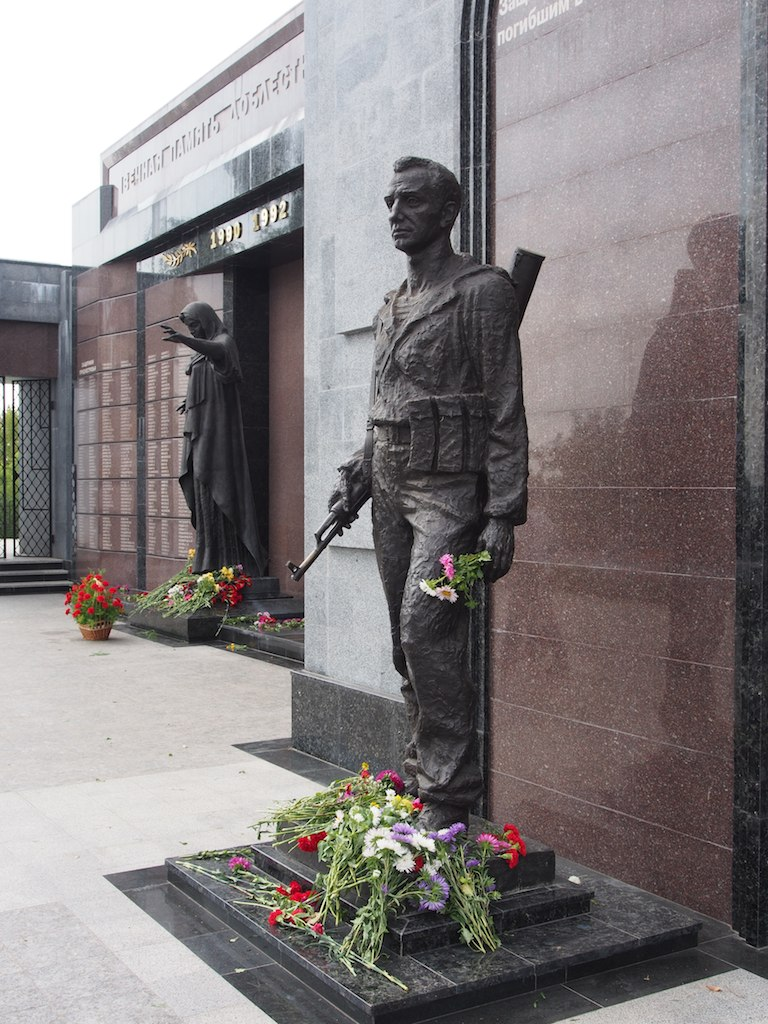
Figura obrońcy Naddniestrza
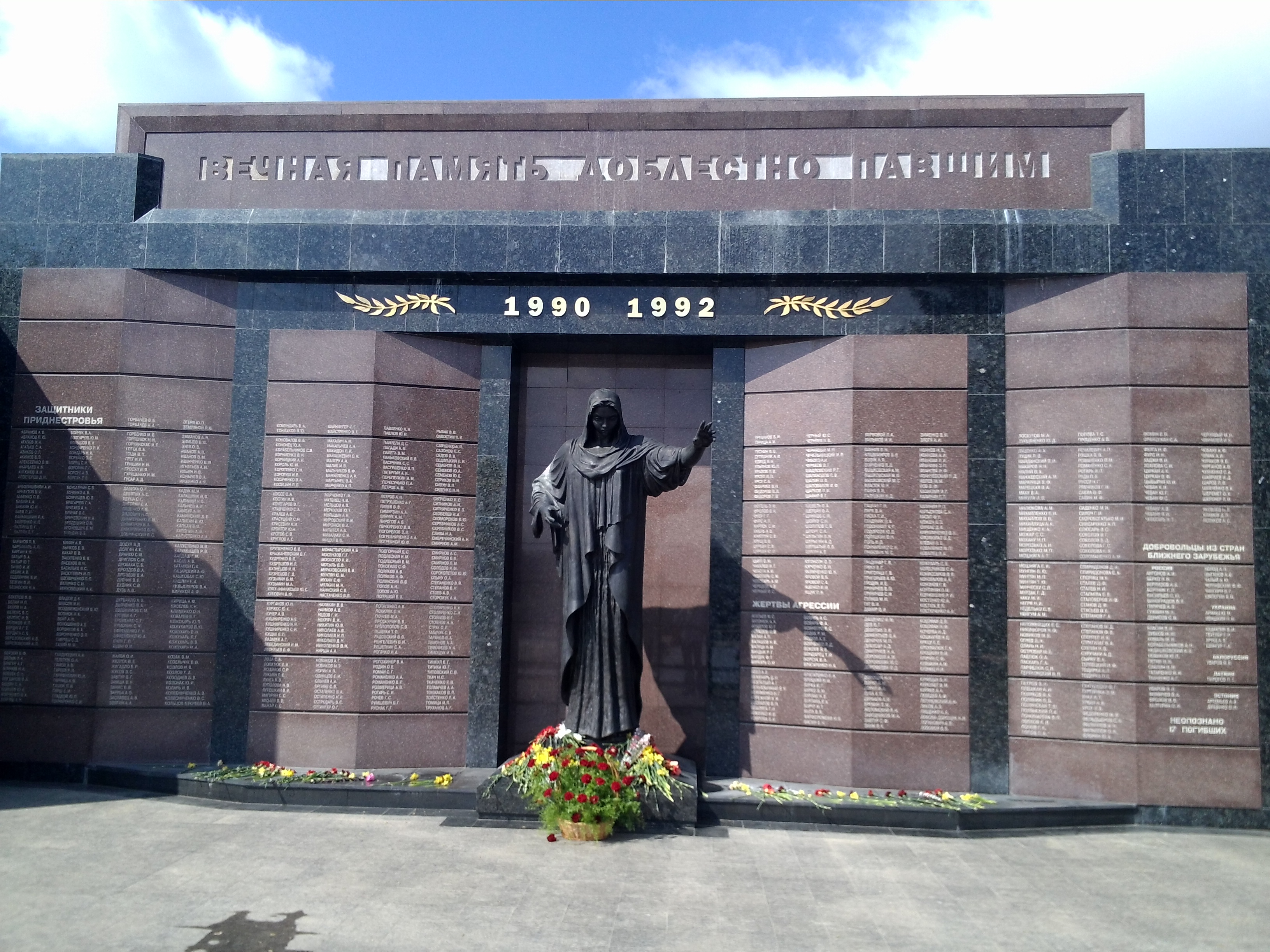
Pomnik poległych w wojnie o Naddniestrze
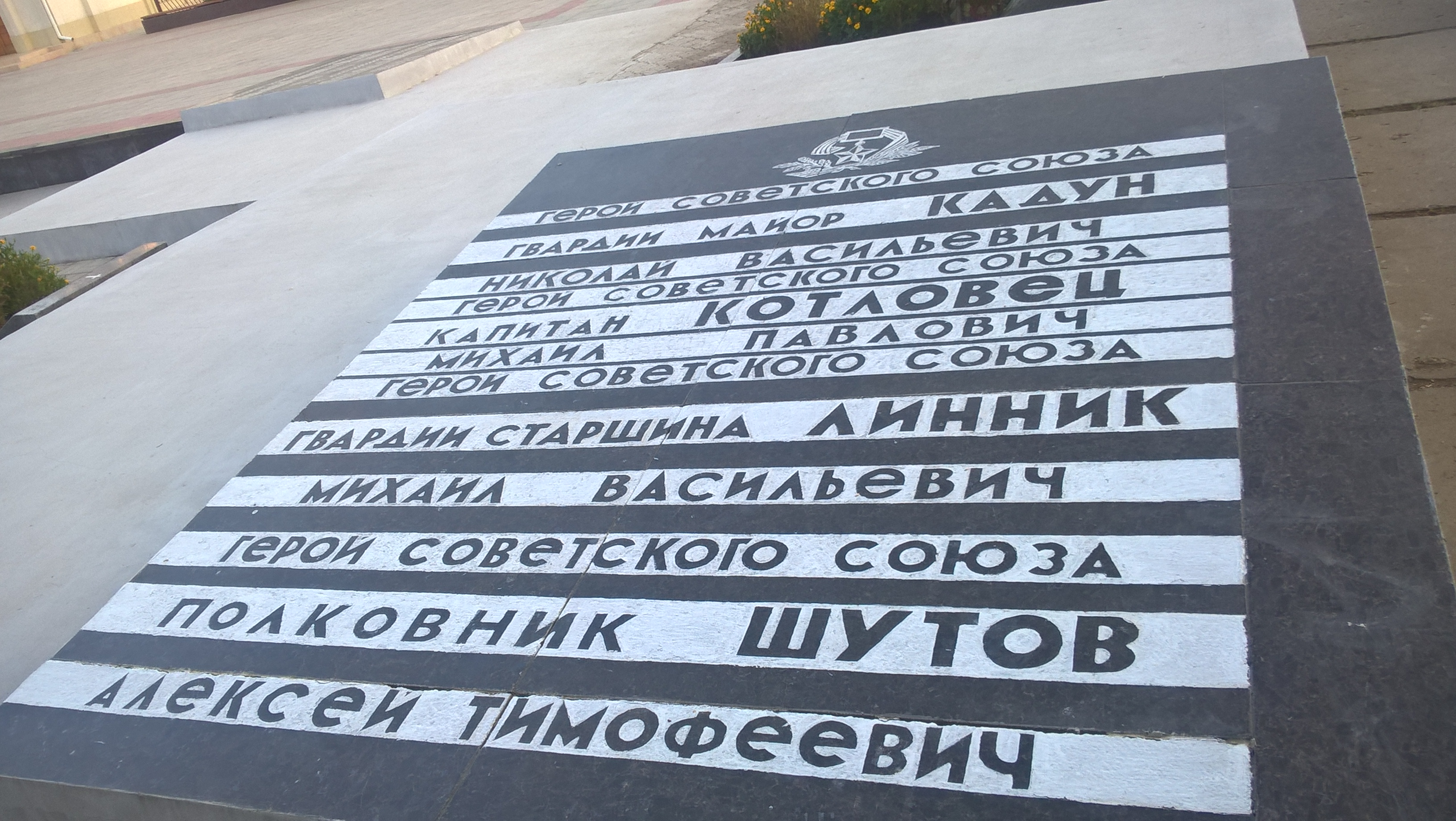
Tablica nagrobna czterech Bohaterów Związku Radzieckiego